# Зимняя классика НХЛ 2016
Зимняя классика НХЛ 2016 (англ. 2016 NHL Winter Classic) — матч регулярного чемпионата НХЛ сезона 2015/2016 между командами «Бостон Брюинз» и «Монреаль Канадиенс», который состоялся 1 января 2016 года на футбольном стадионе «Джиллетт Стэдиум», Фоксборо, штат Массачусетс.

## Предыстория
«Бостон Брюинз» во второй раз в своей истории участвует в матче «Зимней классики». Впервые это произошло в 2010 году, когда «Бостон» принимал на «Фенуэй Парке» «Филадельфию Флайерз» и победил в дополнительное время со счётом 2:1.
Для «Монреаль Канадиенс» этот матч стал первым участием в «Зимней классике» и третьим на открытом воздухе. 22 ноября 2003 года «Канадиенс» в гостях со счётом 4:3 обыграли «Эдмонтон Ойлерз» в матче «Классики наследия», а в «Классике наследия 2011» уступили «Калгари Флэймз» со счётом 0:4.
Зимняя классика 2016 стала 910-м матчем в истории команд, включая встречи как в регулярных чемпионатах так и в плей-офф. Противостояние «Монреаля» и «Бостона» является одним из самых принципиальных и продолжительных в НХЛ.
«Джиллетт Стэдиум» является домашним стадионом для команды НФЛ «Нью-Ингленд Пэтриотс» и способен вмещать до 68 756 зрителей.

## Составы команд
| Бостон Брюинз | Бостон Брюинз             | Бостон Брюинз      | Бостон Брюинз |
| ------------- | ------------------------- | ------------------ | ------------- |
| Вратари       |                           |                    |               |
| Номер         | Гражданство               | Имя                |               |
| 40            | Финляндия                 | Туукка Раск        |               |
| 50            | Швеция                    | Юнас Густавссон    |               |
| Защитники     |                           |                    |               |
| Номер         | Гражданство               | Имя                |               |
| 33            | Словакия                  | Здено Хара — К     |               |
| 44            | Германия                  | Деннис Зайденберг  |               |
| 45            | Канада                    | Джо Морроу         |               |
| 47            | Соединённые Штаты Америки | Тори Круг          |               |
| 54            | Канада                    | Адам Маккуэйд      |               |
| 86            | Соединённые Штаты Америки | Кеван Миллер       |               |
| Нападающие    |                           |                    |               |
| Номер         | Гражданство               | Имя                |               |
| 11            | Соединённые Штаты Америки | Джимми Хэйз        |               |
| 14            | Канада                    | Бретт Коннолли     |               |
| 21            | Швеция                    | Луи Эрикссон       |               |
| 25            | Канада                    | Максим Тальбо      |               |
| 29            | Канада                    | Лэндон Ферраро     |               |
| 36            | Канада                    | Зак Риналдо        |               |
| 37            | Канада                    | Патрис Бержерон    |               |
| 39            | Канада                    | Мэтт Белески       |               |
| 51            | Канада                    | Райан Спунер       |               |
| 53            | Канада                    | Сет Гриффит        |               |
| 72            | Соединённые Штаты Америки | Фрэнк Ватрано      |               |
| 76            | Россия                    | Александр Хохлачёв |               |

| Монреаль Канадиенс | Монреаль Канадиенс        | Монреаль Канадиенс  | Монреаль Канадиенс |
| ------------------ | ------------------------- | ------------------- | ------------------ |
| Вратари            |                           |                     |                    |
| Номер              | Гражданство               | Имя                 |                    |
| 39                 | Соединённые Штаты Америки | Майк Кондон         |                    |
| 40                 | Канада                    | Бен Скривенс        |                    |
| Защитники          |                           |                     |                    |
| Номер              | Гражданство               | Имя                 |                    |
| 26                 | Соединённые Штаты Америки | Джефф Питри         |                    |
| 28                 | Канада                    | Натан Больё         |                    |
| 45                 | Канада                    | Марк Барберио       |                    |
| 74                 | Россия                    | Алексей Емелин      |                    |
| 76                 | Канада                    | Пи-Кей Суббан       |                    |
| 79                 | Россия                    | Андрей Марков       |                    |
| Нападающие         |                           |                     |                    |
| Номер              | Гражданство               | Имя                 |                    |
| 11                 | Канада                    | Брендан Галлахер    |                    |
| 14                 | Чехия                     | Томаш Плеканец      |                    |
| 15                 | Чехия                     | Томаш Флейшманн     |                    |
| 17                 | Канада                    | Торри Митчелл       |                    |
| 22                 | Канада                    | Дейл Уис            |                    |
| 27                 | Соединённые Штаты Америки | Алекс Гальченюк     |                    |
| 32                 | Соединённые Штаты Америки | Брайан Флинн        |                    |
| 41                 | Канада                    | Пол Байрон          |                    |
| 43                 | Канада                    | Даниэль Карр        |                    |
| 51                 | Канада                    | Давид Деарне        |                    |
| 67                 | Соединённые Штаты Америки | Макс Пачиоретти — К |                    |
| 81                 | Дания                     | Ларс Эллер          |                    |

## Отчёт
| 1 января 2016 13:00 | Бостон Брюинз | 1 : 5 (0:1, 0:1, 1:3) | Монреаль Канадиенс | Джиллетт Стэдиум, Фоксборо Зрителей: 67 246 |

| Отчёт                                         | Отчёт                     | Отчёт | Отчёт                     | Отчёт                                                                     |
| --------------------------------------------- | ------------------------- | --- | ------------------------- | ------------------------------------------------------------------------- |
|                                               |                           | |                           |                                                                           |
|                                               | Туукка Раск — 00:00-60:00 | Вратари | 00:00-60:00 — Майк Кондон | Судьи: Уэс Макколи Кевин Поллок Линейные судьи: Стив Бартон Давид Бризбуа |
|                                               | Голы:                     | |                           | Судьи: Уэс Макколи Кевин Поллок Линейные судьи: Стив Бартон Давид Бризбуа |
| Мэтт Белески — 43:54 (А. Маккуэйд, Р. Спунер) | 0:1 0:2 0:3 1:3 1:4 1:5   | 01:14 — Давид Деарне (Д. Уис, А. Емелин) 22:00 — Пол Байрон (Б. Флинн, М. Барберио) 39:20 — Брендан Галлахер (М. Пачиоретти, Т. Плеканец) 48:49 — Макс Пачиоретти (Б. Галлахер, Т. Плеканец) 58:28 — Пол Байрон (Пи-Кей Суббан, Н. Больё) |                           | Судьи: Уэс Макколи Кевин Поллок Линейные судьи: Стив Бартон Давид Бризбуа |
|                                               |                           | |                           | Судьи: Уэс Макколи Кевин Поллок Линейные судьи: Стив Бартон Давид Бризбуа |
|                                               |                           | |                           | Судьи: Уэс Макколи Кевин Поллок Линейные судьи: Стив Бартон Давид Бризбуа |
|                                               |                           | |                           | Судьи: Уэс Макколи Кевин Поллок Линейные судьи: Стив Бартон Давид Бризбуа |
| 16 мин                                        | Штраф                     | 14 мин |                           | Судьи: Уэс Макколи Кевин Поллок Линейные судьи: Стив Бартон Давид Бризбуа |
|                                               |                           | |                           |                                                                           |
|                                               | 28                        | Броски | 30                        |                                                                           |

### Три звезды матча
- 1. Брендан Галлахер. «Монреаль Канадиенс». 1 гол, 1 результативная передача.
- 2. Майк Кондон. «Монреаль Канадиенс». 27 бросков из 28.
- 3. Мэтт Белески. «Бостон Брюинз». 1 гол.